# كوريري ديلو سبورت
صحيفة كوريري ديلو سبورت (بالإيطالية: Corriere dello Sport - Stadio)‏، هي صحيفة رياضية إيطالية مخصصة لتغطية مختلف الألعاب الرياضية. تأسست في 1924 في روما إيطاليا. تعدّ الصحيفة من أشهر 3 صحف إيطالية رياضية بجوار لاغازيتا دييلو سبورت وتوتوسبورت. وتعدّ الرابعة من حيث القراءة في إيطاليا، فشعبيتها كبيرة في وسط وجنوب إيطاليا. تهتم الجريدة بأخبار نادي العاصمة روما، نادي لاتسيو ونادي روما .

## وصلات خارجية
- (بالإيطالية) النسخة الألكترونية